# Jakovlje
Jakovlje è un comune della Croazia di 3 952 abitanti della Regione di Zagabria.